# Gran Premi de Bahrain del 2007
Resultats del Gran Premi de Bahrain de Fórmula 1 de la temporada 2007 disputat a Sakhir el 15 d'abril del 2007.

## Qualificacions del dissabte
| Pos. | País          | Pilot                | Equip                | Temps    | Diferència  | Ronda            |
| ---- | ------------- | -------------------- | -------------------- | -------- | ----------- | ---------------- |
| 1    | Brasil        | Felipe Massa         | Ferrari              | 1'32.652 |             |                  |
| 2    | Regne Unit    | Lewis Hamilton       | McLaren - Mercedes   | 1'32.935 | + 00'00"283 |                  |
| 3    | Finlàndia     | Kimi Räikkönen       | Ferrari              | 1'33.131 | + 00'00"479 |                  |
| 4    | Espanya       | Fernando Alonso      | McLaren - Mercedes   | 1'33.192 | + 00'00"540 |                  |
| 5    | Alemanya      | Nick Heidfeld        | Sauber - BMW         | 1'33.404 | + 00'00"752 |                  |
| 6    | Polònia       | Robert Kubica        | Sauber - BMW         | 1'33"710 | + 00'01"058 |                  |
| 7    | Itàlia        | Giancarlo Fisichella | Renault              | 1'34.056 | + 00'01"404 |                  |
| 8    | Austràlia     | Mark Webber          | Red Bull - Renault   | 1'34.106 | + 00'01"454 |                  |
| 9    | Itàlia        | Jarno Trulli         | Toyota               | 1'34.154 | + 00'01"502 |                  |
| 10   | Alemanya      | Nico Rosberg         | Williams - Toyota    | 1'34.399 | + 00'01"747 |                  |
| 11   | Àustria       | Alexander Wurz       | Williams - Toyota    | 1'32.915 | + 00'02"263 | Eliminat 2 ronda |
| 12   | Finlàndia     | Heikki Kovalainen    | Renault              | 1'32.935 | + 00'02"283 | Eliminat 2 ronda |
| 13   | Regne Unit    | Anthony Davidson     | Super Aguri - Honda  | 1'33.082 | + 00'02"430 | Eliminat 2 ronda |
| 14   | Alemanya      | Ralf Schumacher      | Toyota               | 1'33.294 | + 00'02"642 | Eliminat 2 ronda |
| 15   | Brasil        | Rubens Barrichello   | Honda                | 1'33.624 | + 00'02"972 | Eliminat 2 ronda |
| 16   | Regne Unit    | Jenson Button        | Honda                | 1'33.731 | + 00'03"079 | Eliminat 2 ronda |
| 17   | Japó          | Takuma Sato          | Super Aguri - Honda  | 1'33.984 | + 00'03"332 | Eliminat 1 ronda |
| 18   | Itàlia        | Vitantonio Liuzzi    | Toro Rosso - Ferrari | 1'34.024 | + 00'03"372 | Eliminat 1 ronda |
| 19   | Estats Units  | Scott Speed          | Toro Rosso - Ferrari | 1'34.333 | + 00'03"681 | Eliminat 1 ronda |
| 20   | Alemanya      | Adrian Sutil         | Spyker - Ferrari     | 1'35.280 | + 00'04"628 | Eliminat 1 ronda |
| 21   | Escòcia       | David Coulthard      | Red Bull - Renault   | 1'35.341 | + 00'04"689 | Eliminat 1 ronda |
| 22   | Països Baixos | Christijan Albers    | Spyker - Ferrari     | 1'35.533 | + 00'04"881 | Eliminat 1 ronda |

## Resultats de la cursa
| Pos | No | Pilot                | Equip                | Voltes | Temps/ Retir. | Pos. de sort. | Punts |
| --- | -- | -------------------- | -------------------- | ------ | ------------- | ------------- | ----- |
| 1   | 5  | Felipe Massa         | Ferrari              | 57     | 1:33:27.515   | 1             | 10    |
| 2   | 2  | Lewis Hamilton       | McLaren - Mercedes   | 57     | + 2.3 s       | 2             | 8     |
| 3   | 6  | Kimi Räikkönen       | Ferrari              | 57     | + +10.8 s     | 3             | 6     |
| 4   | 9  | Nick Heidfeld        | Sauber - BMW         | 57     | + 13.8 s      | 5             | 5     |
| 5   | 1  | Fernando Alonso      | McLaren - Mercedes   | 57     | + 14.4 s      | 4             | 4     |
| 6   | 10 | Robert Kubica        | Sauber - BMW         | 57     | + 45.5 s      | 6             | 3     |
| 7   | 12 | Jarno Trulli         | Toyota               | 57     | + 1:21.3 m.   | 9             | 2     |
| 8   | 3  | Giancarlo Fisichella | Renault              | 57     | + 1:21.7 m.   | 7             | 1     |
| 9   | 4  | Heikki Kovalainen    | Renault              | 57     | + 1:29.4 m.   | 12            |       |
| 10  | 16 | Nico Rosberg         | Williams - Toyota    | 57     | + 1:29.9 m.   | 10            |       |
| 11  | 17 | Alexander Wurz       | Williams - Toyota    | 56     | + 1 volta     | 11            |       |
| 12  | 11 | Ralf Schumacher      | Toyota               | 56     | + 1 Volta     | 14            |       |
| 13  | 8  | Rubens Barrichello   | Honda                | 56     | + 1 Volta     | 15            |       |
| 14  | 21 | Christijan Albers    | Spyker - Ferrari     | 55     | + 2 Voltes    | 22            |       |
| 15  | 20 | Adrian Sutil         | Spyker - Ferrari     | 53     | + 4 Voltes    | 20            |       |
| 16  | 23 | Anthony Davidson     | Super Aguri - Honda  | 51     | Motor         | 13            |       |
| Ret | 15 | Mark Webber          | Red Bull - Renault   | 41     | Caixa Canvi   | 8             |       |
| Ret | 14 | David Coulthard      | Red Bull - Renault   | 36     | Motor         | 21            |       |
| Ret | 22 | Takuma Sato          | Super Aguri - Honda  | 34     | Motor         | 17            |       |
| Ret | 18 | Vitantonio Liuzzi    | Toro Rosso - Ferrari | 26     | Hidràulics    | 18            |       |
| Ret | 7  | Jenson Button        | Honda                | 0      | Accident      | 16            |       |
| Ret | 19 | Scott Speed          | Toro Rosso - Ferrari | 0      | Accident      | 19            |       |

## Altres
- Pole: Felipe Massa 1' 32. 652
- Volta ràpida: Felipe Massa 1: 34. 067

| Anterior G.P.: Gran Premi de Malàisia del 2007 | FIA 2007 Fórmula 1 Campionat mundial | Següent G.P.: Gran Premi d'Espanya del 2007  |
| Anterior G.P.: Gran Premi de Bahrain del 2006  | Gran Premi de Bahrain                | Següent G.P.: Gran Premi de Bahrain del 2008 |